# Кириллов, Дмитрий Дмитриевич
Дми́трий Дми́триевич Кири́ллов (род. 24 ноября 1978, Ленинград, СССР) — российский боксёр-профессионал, выступавший во втором наилегчайшем, первом полулёгком и полулёгком весе. Чемпион мира во второй наилегчайшей (версия IBF, 2007—2008) весовой категории.

## Карьера

### 1998—2006
Наивысшими достижениями Кириллова на любительском ринге являются бронзовая медаль первенства России среди юниоров (1996) и две победы на чемпионате Санкт-Петербурга (1996 и 1997).
Дебютировал на профессиональном ринге в мае 1998 года.
В 1999 году стал первым в истории обладателем титула чемпиона мира среди молодежи (боксеры в возрасте до 24 лет) по версии WBC, победив единогласным решением судей южноафриканца Кристофера Деникера.
В марте 2002 года Кириллов в Дании проиграл по очкам Спенду Абази в поединке за титул чемпиона Европы в легчайшем весе (до 53,5 кг).
В январе 2004 года Кириллов вышел на бой против чемпиона мира в наилегчайшем весе по версии WBC японца Масамори Токуямы и уступил по очкам.
В сентябре 2005 года в России состоялся отборочный бой за чемпионский титул между Дмитрием Кирилловым и колумбийцем Рейналдо Лопесом. В 12-м раунде Лопес дважды послал Кириллова в нокдаун, однако судьи отдали победу большинством голосов местному бойцу. Впоследствии выяснилось, что штаб Кириллова не смог раздобыть записи боёв Лопеса. Мало того, они даже не знали, что Рейналдо — левша. Кириллов, который несколько месяцев готовился к встрече с правшой, вынужден был по ходу боя перестраиваться. В итоге россиянин расстался со своей командой.

### 6 мая2006Луис Альберто Перес —Дмитрий Кириллов
- Место проведения:  ДиСиЮ Центр, Вустер, Массачусетс, США
- Результат: Победа Переса раздельным решением судей в 12-раундовом бою
- Статус: Чемпионский бой за титул IBF во 2-м наилегчайшем весе
- Рефери: Джон Заблоки
- Счет судей: Майкл Анкона (115—113 Перес), Дэвид Хесс (114—113 Перес), Пол Бэрри (110—117 Кириллов)
- Вес: Перес 51,90 кг; Кириллов 51,90 кг
- Трансляция: Showtime
- Счёт неофициальных судей: Бад Барт (113—115), Пэт Келли (111—116), Джордж Кимбэлл (112—115) — все в пользу Кириллова

В мае 2006 года Кириллов отправился в США на бой с чемпионом мира в наилегчайшем весе по версии IBF никарагуанцем Луисом Альберто Пересом. В 8-м раунде Перес послал Кириллова в нокдаун, однако в целом поединок проходил с заметным преимуществом российского боксера. Тем не менее победу раздельным решением отдали чемпиону. Все три неофициальных судьи телеканала Showtime при этом сочли победителем россиянина.

### 2007
В октябре Дмитрий Кириллов встретился в Москве с Хосе Наварро. На кону стоял вакантный титул чемпиона мира в наилегчайшем весе по версии IBF, оставленный Луисом Альберто Пересом, который перешёл в более тяжелую весовую категорию. В упорном поединке Кириллов победил по очкам и стал чемпионом.

### 2 августа2008Дмитрий Кириллов —Вик Дарчинян
- Место проведения:  Эмеральд Куин Касино, Такома, Вашингтон, США
- Результат: Победа Дарчиняна нокаутом в 5-м раунде в 12-раундовом бою
- Статус: Чемпионский бой за титул IBF во 2-м наилегчайшем весе (2-я защита Кириллова)
- Рефери: Эрл Браун
- Счет судей: Марти Денкин (36—40), Глен Хамада (36—40), Том Макдонах (36—40) — все в пользу Дарчиняна
- Время: 1:38
- Вес: Кириллов 51,90 кг; Дарчинян 51,70 кг
- Трансляция: Showtime
- Счёт неофициальных судей: Грант Клэрк (36—40), Игор Фрэнк (36—40), Шеймус Янг (36—40) — все в пользу Дарчиняна

В августе 2008 года состоялся бой между Дмитрием Кирилловым и экс-чемпионом мира в наилегчайшем весе Виком Дарчиняном. В начале 5-го раунда Дарчинян провёл левый хук в подбородок, затем провёл правый хук в голову и добавил левый хук в челюсть. Кириллов упал на настил ринга. Он поднялся на счёт 3. Дарчинян бросился добивать противника. Чемпион попытался отбегаться. Дарчинян провёл правый свинг, но мимо. Затем добавил встречный левый хук прямо в челюсть. Кириллов упал во второй раз. Россиянин сел на одно колено и стал слушать счёт. Он не смог подняться. Рефери зафиксировал нокаут.